# Når dyrene drømmer
Pour plus de détails, voir Fiche technique et Distribution.
Når dyrene drømmer (« Quand les animaux rêvent ») est un film d'horreur danois réalisé par Jonas Alexander Arnby et sorti en 2014.

## Fiche technique
- Titre français :
- Titre original : Når dyrene drømmer
- Titre québécois :
- Réalisation : Jonas Alexander Arnby
- Scénario : Rasmus Birch
- Direction artistique :
- Décors : Sabine Hviid
- Costumes : Jane Whittaker
- Photographie : Niels Thastum
- Son :
- Montage : Peter Brandt
- Musique : Mikkel Hess
- Production : Ditte Milsted et Caroline Schlüter
- Société(s) de production : AlphaVille Pictures Copenhagen
- Société(s) de distribution :  Nordisk Film
- Budget :
- Pays d’origine :  Danemark
- Langue : Danois
- Format : Couleurs - 35mm - 2.35:1 - Son Dolby numérique
- Genre : Film d'horreur
- Durée : 84 minutes
- Dates de sortie :
- France : mai 2014 (festival de Cannes 2014)
  -  Danemark : 31 juillet 2014

## Distribution
- Sonia Suhl : Marie
- Lars Mikkelsen : Thor, son père
- Jakob Oftebro : Daniel
- Sonja Richter : la mère de Marie
- Gustav Dyekjær Giese : Esben
- Mads Riisom : Felix

## Distinctions

### Nominations et sélections
- Festival de Cannes 2014 : sélection « Semaine de la critique » et en compétition pour la Caméra d'or
- Festival du film de Sydney 2014